# Кириченко, Евдокия Антоновна
Евдокия Антоновна Кириченко (укр. Євдокія Антонівна Кириченко; род. 1906 год, село Дмитровка, Золотоношский уезд, Полтавская губерния — дата и место смерти неизвестны) — колхозница, доярка колхоза «Большевик» Золотоношского района Черкасской области, Украинская ССР. Герой Социалистического Труда (1954). Депутат Верховного Совета СССР 4-го созыва.

## Биография
Родилась в 1906 году в крестьянской семье в селе Дмитровка Золотоношского уезда Полтавской губернии. Трудилась дояркой в колхозе «Большевик» Золотоношского района. В 1953 году получила от восьми фуражных коров в среднем по 6558 килограмм молока. В 1954 году была удостоена звания Героя Социалистического Труда «за достижение высоких показателей в животноводстве в 1952 году при выполнении колхозом обязательных поставок и контрактации сельскохозяйственной продукции, натуроплаты за работу МТС и плана прироста поголовья по каждому виду продуктивного скота».
Избиралась депутатом Верховного Совета СССР 4-го созыва.

## Награды
- Герой Социалистического Труда — указом Президиума Верховного Совета СССР от 8 февраля 1954 года[2]
- Орден Ленина — дважды (1971; 11.03.1976)